# Ludwig von Sohr
Ludwig Karl August Wilhelm von Sohr (* 25. Februar 1777 in Berlin; † 28. März 1848 in Stargard in Pommern) war ein preußischer Generalleutnant und Kommandeur der 4. Division.

## Leben

### Herkunft
Seine Eltern waren der preußische Oberst und Kommandeur des 2. Feldartillerie-Regiments Georg Wilhelm von Sohr (* 30. November 1726; † 30. März 1800) und dessen Ehefrau Maria Dorothea Elisabeth, geborene von Briest (* 26. Dezember 1741; † 6. Oktober 1783). Beide Elternteile wurden auf dem Garnisonfriedhof beigesetzt. Sein Bruder Friedrich Georg Ludwig (1775–1845) war ebenfalls Generalleutnant.

### Militärkarriere
Sohr wurde zu Hause unterrichtet und kam am 5. Oktober 1791 als Gefreitenkorporal in das Infanterieregiment „von Lichnowski“ der Preußischen Armee. Mit dem Regiment nahm er 1794/95 am Feldzug in Polen teil. Am 4. Februar 1795 wurde er Fähnrich und am 6. Oktober 1797 Sekondeleutnant. Im Jahr 1805 kam er dann als Generaladjutant zum Generalleutnant von Winning und nahm während des Vierten Koalitionskrieges an den Gefechten bei Sandau, Wahren sowie Mirow teil.
Unter Belassung in seiner Stellung als Adjutant wurde Sohr am 9. August 1807 zum Stabskapitän befördert. Am 1. August 1810 wurde er Hauptmann und am 1. April 1812 dem Brandenburgischen Husaren-Regiment Nr. 3 als Rittmeister aggregiert. Am 2. August 1812 folgte seine Versetzung zur Gendarmerie. Im Vorfeld der Befreiungskriege wurde Sohr am 6. Juli 1813 zum Major befördert und als Kommandeur zum Schlesischen Landwehr-Kavallerie-Regiment versetzt. Im August 1813 schloss sich eine Verwendung beim Schlesischen Landwehr-Kavallerie-Regiment (Nr. 10) an. Während des Krieges wurde Sohr für die Schlacht an der Katzbach mit dem Eisernen Kreuz II. Klasse sowie für Leipzig mit dem Kreuz I. Klasse und dem Orden des Heiligen Wladimir IV. Klasse ausgezeichnet. Ferner kämpfte er bei Laon und Paris, den Gefechten bei Reichenbach, Goldberg, Bunzlau, Rothkirch, Hochkirch als auch dem Übergang bei Wartenburg, außerdem bei Freyburg an der Unstrut, Eisenach, Montmirail, Sezanne und Meaux.
Am 19. Oktober 1815 wurde Sohr zum Oberstleutnant befördert und am 5. Januar 1816 als Kommandeur in das 7. Husaren-Regiment versetzt. Dort avancierte er am 30. März 1821 zum Oberst. Am 30. März 1831 wurde er als Kommandeur in die 13. Kavallerie-Brigade versetzt und dort am 30. März 1832 zum Generalmajor befördert. Am 30. März 1838 erhielt Sohr das Kommando über die 4. Division in Stargard und wurde am 10. September 1841 zum Generalleutnant befördert. Anlässlich seines 50-jährigen Dienstjubiläums zeichnete ihn König Friedrich Wilhelm IV. am 2. Oktober 1841 mit dem Roten Adlerorden I. Klasse mit Eichenlaub aus. Mit der gesetzlichen Pension wurde Sohr am 9. April 1842 der Abschied gewährt. Er starb am 28. März 1848 in Stargard in Pommern.

### Familie
Sohr heiratete am 18. April 1838 in Münster Bertha Sophie August Friederike Wilhelmine von Luck (* 6. Oktober 1811; † 5. Januar 1881), eine Tochter des Obersten Karl Georg Heinrich von Luck (* 16. Mai 1772; † 14. Oktober 1838). Die Witwe heiratete am 30. Januar 1857 den Oberpräsidenten Ernst Senfft von Pilsach.